# 簡易貫入試験
地質調査において、簡易貫入試験（かんいかんにゅうしけん）とは、地盤調査方法のひとつである。

## 概要
その土地の地盤の状態（固さ）を調べるための地質調査であり、2名で行なう比較的簡単なものである。この試験によって得られたNd値は、標準貫入試験でのN値、スウェーデン式サウンディング試験のWsw・Nswとの相関関係が示されている。そのため、これらをもとにして試験結果を評価することができる。
簡易貫入試験機には土研式貫入試験機、小型貫入試験機などがある。土研式貫入試験機では、道路の支持力の測定ができる。これは主に道路ガス工事や電話線工事の復旧工事をする際の点検に使われる。小型貫入試験機とは、比較的小さなものであり、土壌が比較的軟らかい、急な斜面でよく使われる。

## 方法
5±0.05kgのハンマーを500±10mmの高さから手動で自由落下させて、先端のコーンが10cm貫入するのにかかった回数を測定する。

### 道具
- 先端コーン　鋼製で、先端角60°、底面積4.9cm2のもの
- ハンマー　鋼製で、質量5kgのもの
- 貫入ロッド　鋼製で、外径16mm、100mmごとの目盛りを有するもの、1000～1200mm
- ガイドロッド　外径16mmの鋼製で、ハンマーを50cmの高さから自由落下させることができるもの
- ノッキングヘッド　鋼製で、ハンマーの打撃を受け止める構造であるもの

### 場所
装置が比較的軽量であるため、ボーリング試験やスウェーデン式サウンディング試験や動的コーン貫入試験ではできないような、狭小道や急斜面で行われる。

### 調査方法
1. ロッドの一方にコーンを取り付け、反対側にノッキングヘッド、ガイドロッド、ハンマーを順番に取り付ける。
2. 1.で作った簡易貫入試験機を、調査したい地面に垂直になるように立てる。
3. ロッドが地中に自然に沈下するのを確かめる。貫入していく場合には、止まるまで待ち、止まったところでの貫入量を計測する。この値を荷重49N(5kgf)による貫入量として記録する。
4. 5±0.05kgのハンマーを500±10mmの高さから自由落下させ、地面の深さが10cmになるまでの自由落下させた回数をNd値として記録する。

10回自由落下させても貫入量が2cm未満の場合は中止する。

## 調査対象
急斜面において、土層厚の分布や崩壊する可能性のある層厚の分布を明らかにしたり、実際に崩壊した斜面を試験することで、表層崩壊面を把握する調査をしている。あるいは様々な場所で試験し、比較することで、それぞれの樹木が育つにはどのような土壌の厚さ・深さが適しているのかという調査もある。

## 目的
貫入してくるコーンに対して、地表の抵抗はどれくらいあるのかということを簡易に求めるのが目的である。この試験によって、土の中の支持層の深さや軟弱土層の厚さを確認したり、土壌の密度、間隙率、粘着性などの物質性を観測することができる。また、貫入抵抗が変化する場所を調査により明らかにし、それをもとに土層構成断面図を作ることもできる。
この試験をすることにより、建築物を建てる際に、その建築物の規模や目的を考慮して、適切な基礎工法を用いて作業することができるようになる。また、がけ崩れが発生した斜面でこの試験をすることによって、土層のどの位置にすべり面があったのかということを明確にすることができる。この試験のデータを増やすことにより、がけ崩れの発生深度の推定やどのような土層でがけ崩れが起こるのか識別することもできる。
またこの試験は、飽和地下水帯はどの深さで発生しているのかということを推定するときに有効である。この試験結果は、森林生態学・森林水文学・砂防学などの学問への価値のある情報にもなる。

## 利点と欠点
簡易貫入試験の利点としては、装置が10～15kg程度と比較的軽量なため、スウェーデン式サウンディング試験ではできない、狭小道や急斜面でも試験を行うことができ、またコストの削減にもなる。また、この試験では、ロッドを次々とコーンに補いながら連続的に打ち込むもので、作業が効率的であり連続して測定できる。
この試験の欠点は、比較的軽量であるがゆえに地盤が弱いところにしか通用できない。よって貫入抵抗の大きい粘性土地盤や砂礫地盤のところでは、この試験を行うことができない。
さらに、ロッドの周りの摩擦を減らすため、貫入先端の径をロッドより大きくしたり、泥水を注入するなどの工夫がされているが、その影響は避けられないというのも欠点の一つである。この試験では、土の試料採取もすることができない。

## 自動簡易動的コーン貫入試験機
簡易貫入試験は、基本的には人の力でやるが、より正確に測るため、人為的過失を無くすため、また、安全性の確保、省力化のために、自動で簡易貫入試験ができる装置が出てきている。